# 苫小牧市白鳥アリーナ
苫小牧市白鳥アリーナ（とまこまいしはくちょうアリーナ）は、北海道苫小牧市若草町に位置する、スケートを主とする多目的屋内競技場である。1996年（平成8年）8月1日に開設された。
例年、7月1日から翌年3月31日をスケートシーズンとしており、メンテナンス期間をはさんで4月15日から6月15日までは体育館として使用される。

## 概説
建物のアーチ状の大屋根は、市の鳥であるハクチョウの羽ばたきと、スケートの動きをモチーフとしてデザインされた。60メートル×30メートルの国際規格アイススケートリンクをメインに、約4000人収容の観客席、屋内トレーニング室や会議室などの附帯施設を有する。
アリーナ建物外の敷地には多くのオブジェが設置された。苫小牧市一帯の地方新聞、苫小牧民報を発行する苫小牧民報社は、コルテン材という鉄鋼の一種で制作されたモニュメント、「ニケ」を市へ寄贈した。この作品は、札幌市に在住の彫刻家、國松明日香により制作されたもので、高さ4.5メートル・重量3.5トンに及ぶ。これはギリシャ神話の女神ニケをモチーフに作られたものであり、アリーナの完成前から制作を依頼していた。こげ茶色のモニュメントには「プレパラン塗装」という塗装の手法が用いられているという。ほかには栃木県出身の彫刻家、飯田善國作のモニュメント「水の火炎」や、環境造形作家の西田明未による作品「石が飛ぶ」など、屋内外に数々の美術作品がある。
苫小牧市は、所有施設等について指定管理者制度を導入しているが、白鳥アリーナについては施設の利用状況などから指定管理者を非公募とし、公益財団法人苫小牧市体育協会を指名している。
レッドイーグルス北海道の本拠地としてアジアリーグアイスホッケーの試合が行われるのをはじめとし、全国高等学校選抜アイスホッケー大会など多数の大会が開催されている。

## 施設概要（テンプレート外）
- 観客席 - 2階に3,015席設置され、全席に電気ヒーターが内蔵されている。また、立見席が1,000席、車椅子観戦席が10席ある[5]。
- 選手控室・防具乾燥室（各6部屋）
- 審判員控室
- 競技役員室
- ロッカー室（2部屋）
- 貸スケートコーナー
- 採暖室
- トレーニング室
- 会議室（4部屋）
- 屋外駐車場（126台収容）
- 資料展示室 - 氷都苫小牧を象徴する氷上競技の各種資料が収集展示されている。

## 沿革
苫小牧市では王子製紙と岩倉組の2社がアイスホッケーチームを運営していたものの王子製紙のみが公式戦に対応したリンクを所有するのみで、札幌市・釧路市・帯広市でアイスアリーナの建設が行われる中で国際規格に対応したアリーナの必要性が求められ、1983年に苫小牧スケート協会が苫小牧市議会にアリーナ建設の陳情を行い本会議で採択に至るも不況に伴い進展しなかった。その後1986年に苫小牧市教育長の私的諮問機関として「苫小牧市アイスアリーナ建設検討委員会」が発足し、1987年に早期建設を求める答申書が提出され1988年にはアリーナ建設に向けた基金を設置、1989年に市体育部を中心に土木部や市内スケート団体等からなる建設調査委員会が発足。
建設用地については緑ヶ丘公園西側・明野造成地・錦西ニュータウン・清水町苫小牧市営球場（現・苫小牧市立病院敷地）駐車場・若草町王子製紙野球場（現・王子総合病院敷地）・入船町苫小牧港石炭ヤードが候補地となり、当初緑ヶ丘公園西側で交渉を行ったが王子製紙の産廃処理場として用いられていたことから規制が厳しく断念、王子製紙が若草町中央公園北側の社宅用地2.3ヘクタールを市に提供する形で合意し評価額21億円で約10億円にあたる1.06ヘクタールを市有地と等価交換、約11億円にあたる1.24ヘクタールを寄付する形とした。
1992年には建設面積7000平米・アイスホッケーを主目的に多目的化を図り観客席4000人の建設規模が決定、1994年に起工式を実施。苫小牧市の「スポーツ都市宣言」30周年となる1996年（平成8年）8月29日、国際大会にも対応できる施設として総事業費約51億円を投じて完成した。
開館セレモニーでは、苫小牧フィギュアスケートクラブに所属する選手や地元のスポーツ少年団員らがテープカットを行い、伊藤みどりの氷上パフォーマンスが行われたのち、王子製紙アイスホッケーチームがロシアのチームと一戦を交えた。
1997年（平成9年）6月5日には「市制施行50周年コンサート in 白鳥アリーナ・チャレンジ公演」が開催された。市内の高校が主催するマーチングバンド、樽前ばやし、とまこまいサンバなど、各種団体による様々な音楽演奏およびパフォーマンスが行われた。それまでアリーナ内で大規模な音楽的イベントが行われたことはなく、こうした規模の大きいイベントが催された背景には建物内の音響や設備を確認する意図もあった。
2008年（平成20年）からナショナルトレーニングセンターアイスホッケー強化拠点施設に指定されている。
2015年（平成27年）4月より、王子製紙の持株会社である王子ホールディングスが命名権を取得し「白鳥王子アイスアリーナ」の愛称となる。契約期間は2019年（平成31年）3月31日まで。その後2023年（令和5年）4月の命名権更新より、愛称を「nepiaアイスアリーナ」としている。
2018年9月6日未明に発生した北海道胆振東部地震では、停電の影響により氷が解かれたことで、予定していたアジアリーグの試合が延期となった。
2021年8月3日 - 8日、第16回全国高校選抜アイスホッケー大会が開催。後日、この大会期間中に新型コロナウイルス感染症のクラスターが発生したことが判明。同年8月22日までに選手、引率教員、大会関係者など138人の感染が確認された。

## アクセス
- JR北海道苫小牧駅から徒歩10分、車で3分[12]。
- 道央自動車道苫小牧東インターチェンジから車で30分、苫小牧西インターチェンジから車で30分[12]。